# 331年
| 千纪： | 1千纪                                                                                           |
| 世纪： | 3世纪 \| 4世纪 \| 5世纪                                                                         |
| 年代： | 300年代 \| 310年代 \| 320年代 \| 330年代 \| 340年代 \| 350年代 \| 360年代                       |
| 年份： | 326年 \| 327年 \| 328年 \| 329年 \| 330年 \| 331年 \| 332年 \| 333年 \| 334年 \| 335年 \| 336年 |
| 纪年： | 辛卯年（兔年）；成汉玉衡二十一年；东晋咸和六年；前凉建兴十九年；后赵建平二年                    |

## 大事记
- 七月，成漢李壽進攻陰平、武都，氐王楊難敵投降。
- 石勒將領劉徵侵擾東南諸郡，郗鑒率兵將其擊退。

## 出生
- 尤利安，羅馬皇帝